# Marennes-Hiers-Brouage
Marennes-Hiers-Brouage è un comune francese di nuova costituzione (1º gennaio 2019) ottenuto accorpando i due comuni di Marennes e Hiers-Brouage, che ne sono diventati comuni delegati. Si trova nella regione della Nuova Aquitania, dipartimento della Charente Marittima, arrondissement di Rochefort.